# Paglia (fiume)
Il fiume Paglia è, tra gli affluenti di destra del Tevere, il principale per lunghezza e con il Nestore quello di maggiore portata e bacino idrografico. Nasce a circa 1.000 m s.l.m. alle pendici meridionali del monte Amiata (1.738 m) in località Pian dei Renaì (comune di Abbadia San Salvatore). Attraversa le province di Siena, Viterbo e Terni e sfocia nel Tevere a Sud-Est di Orvieto nella Valle del Tevere; è lungo 85,6 km ed ha un regime prevalentemente torrentizio.

## Descrizione
Il fiume Paglia è un importante affluente di destra del Tevere,  in cui confluisce a valle del lago di Corbara, tra Orvieto e Baschi, dopo aver percorso circa 86 km attraversando da Nord-Ovest a Sud-Est le regioni Toscana, Lazio e Umbria.
Il suo bacino idrografico confina a Nord con il bacino del fiume Orcia, ad Est con il bacino del Nestore e del Tevere, a Sud con il bacino del lago di Bolsena e ad Ovest con il bacino del fiume Fiora.
Il fiume nasce con il nome di Pagliola, alimentato da vari rivoli e sorgenti nella zona delle Fonti dell'Acquapassante (1.050 m s.l.m.) e del Rifugio Amiatino. Da qui, dopo un ripido percorso di 15 km, scende ad una quota di 402 m s.l.m. dove confluisce nel torrente Vascio prendendo il nome di Paglia.
Il Paglia raccoglie lungo il suo corso numerosi affluenti; fra questi alcuni sono di scarsa importanza, mentre altri hanno una notevole portata e sono responsabili delle piene del fiume. 
In particolare gli affluenti di destra, provenendo dal ripido altopiano di origine vulcanica che sovrasta la sua riva, hanno una notevole pendenza e le loro acque acquistano notevole velocità, impedendone il regolare smaltimento. A sinistra l'affluente più importante è il Chiani, che si immette nel Paglia nei pressi di Orvieto.

## Alluvione del 12 novembre 2012

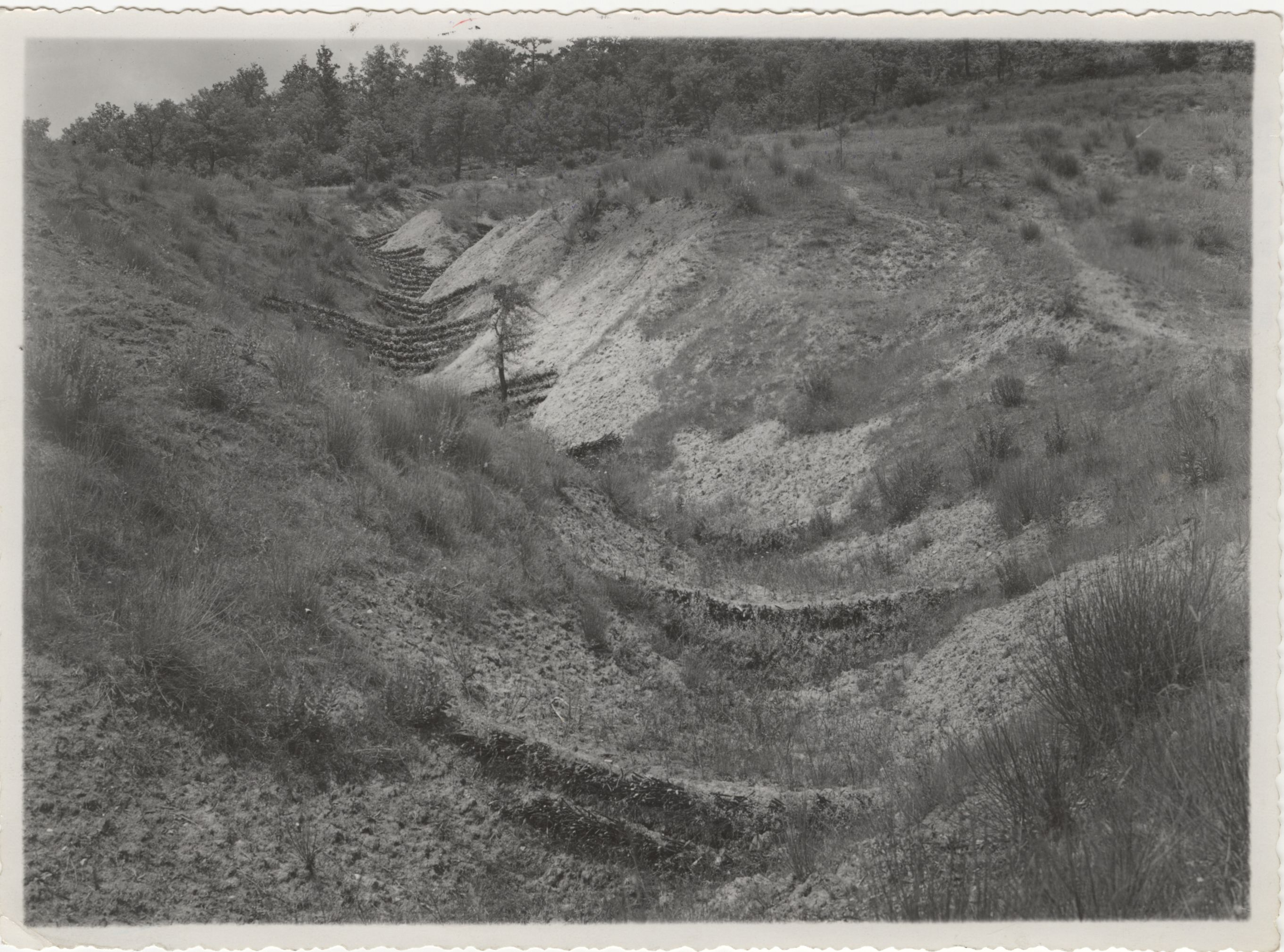
Lavori in Valle Paglia a metà del XX secolo

Il bacino del fiume è stato in parte causa scatenante della grave Alluvione della Maremma grossetana del novembre 2012 che ha interessato Toscana meridionale, parte dell'Umbria nella zona dell'orvietano, del marscianese,del perugino e del Lazio in provincia di Viterbo il 12 novembre 2012.
A causa delle piogge incessanti che hanno interessato tutto il suo bacino per giorni, il fiume ha prodotto infatti una devastante piena record di 1.200 m³/s all'idrometro di Orvieto, prima della confluenza con il Tevere dove ha toccato un livello di 10,20 metri, allagando completamente tutta la parte bassa della città e causando seri danni all'economia locale.
Nel 2005 il Medio corso del Fiume Paglia è stato proposto come sito di interesse comunitario.

## Portata
Fra tutti gli affluenti del Tevere, è quello a regime più torrentizio: presso Acquapendente, la sua portata varia da circa 0,3 m³/s in periodo di magra estiva, fino a 800 m³/s in massima piena; presso Orvieto ha una portata media di 11,26 m³/s. Questo suo regime estremamente torrentizio rende il Paglia determinante nella formazione delle piene lungo la Valle del Tevere.
Dati portata Fiume Paglia.

## Ambiente
Il Paglia presenta un andamento molto variegato del suo percorso che lo porta a passare da tratti in cui scorre fra ripide sponde, assumendo un carattere tipicamente torrentizio, a tratti in cui si allarga e scorre più lentamente.
Il fiume Paglia presenta una buona qualità del contenuto di ossigeno nell'acqua a causa di vari fattori ambientali: buona dotazione sorgiva di ossigeno, insediamenti di alghe (Diatomee, Chetophora, Chladophora) lungo il suo corso che producono grandi quantità di ossigeno, turbolenza delle acque che determina un buon rimescolamento aria-acqua.

### Problemi ambientali recenti
A partire dal 2021 sono stati segnalati fenomeni di inquinamento legati allo sversamento di liquami e fertilizzanti agricoli nella zona del bacino superiore. L'ARPAL Umbria ha avviato monitoraggi periodici sulla qualità delle acque, evidenziando criticità nei mesi primaverili. Le autorità regionali hanno avviato un piano di contenimento per la salvaguardia della fauna ittica. 

## Flora

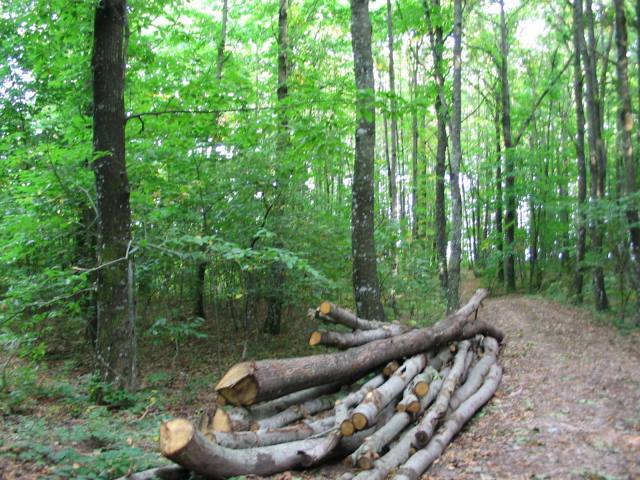
Castagneto sul M. Amiata

Le specie floreali più interessanti della valle del Paglia sono:
- Nei terrazzi fluviali

Gariga (Santolina etrusca): un piccolo arbusto endemico di Toscana, Lazio settentrionale e Umbria che predilige principalmente i corsi fluviali, ma è anche presente in ambienti rocciosi.
Possono, inoltre, essere presenti radi esemplari di pioppo nero e salice rosso.
- Nelle zone fra i 600 m e i 900 m d'altitudine

CERRETE: Principalmente boschi cedui, ma anche estese cerrete ad alto fusto. Tra le specie arboree che accompagnano il cerro troviamo: il sorbo, l'orno, l'acero campestre, con la presenza di un fitto tappeto di edera.
- Alle quote superiori gli 800 m

CASTAGNETI: Tipicamente boschi cedui di castagno per la produzione di legname da lavoro e castagneti da frutto.

## Fauna
- Mammiferi

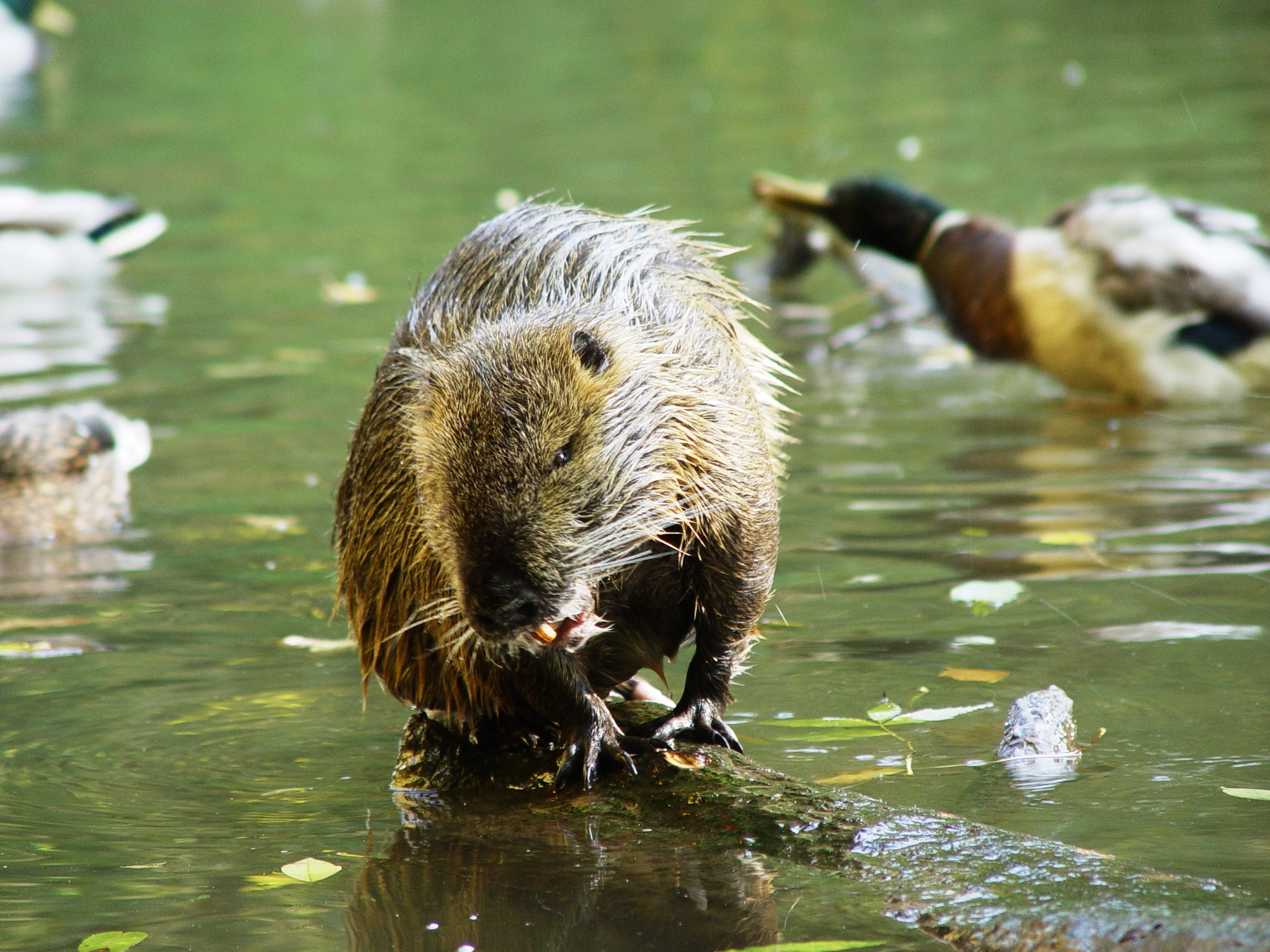
Nutria

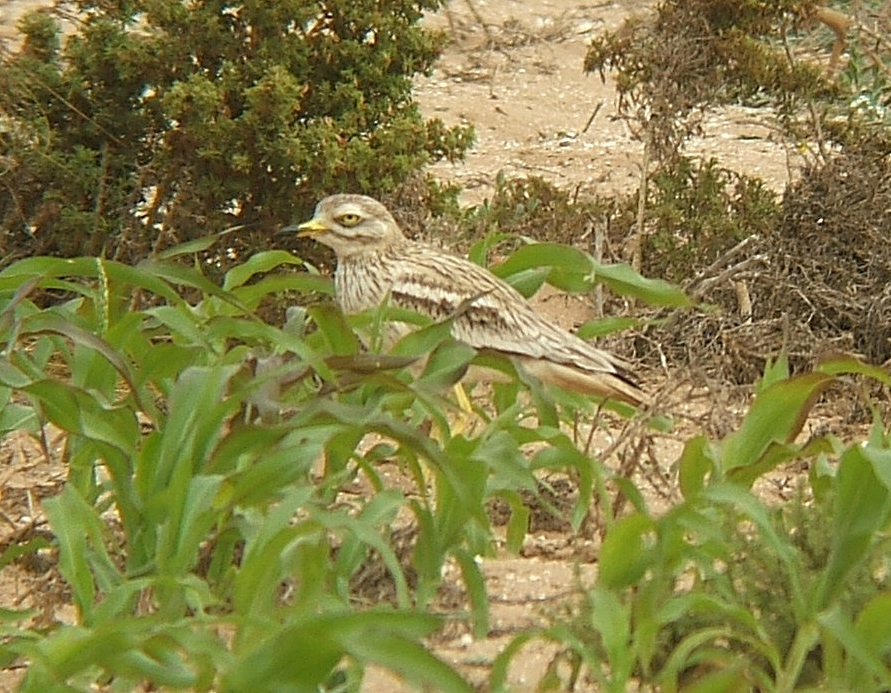
Occhione

  - Nutria, (Myocastor coypus) mammifero acquatico detto Castorino;
  - Lepre, (Lepus europaeus) ripopolata per fini venatori;
  - Volpe (Vulpes vulpes);
  - Cinghiale (Sus scrofa).
- Uccelli
  - Occhione (Burhinus oedicnemus), specie a rischio a livello continentale,
  - Calandro (Anthus campestris), specie minacciata,
  - Ortolano (Emberiza hortulana), raro e in declino,
  - Succiacapre (Caprimulgus europaeus), uccello notturno.
- Pesci
  - Anguilla (Anguilla anguilla)
  - alborella (Alburnus arborella),
  - barbo (Barbus plebejus),
  - carpa a specchi e comune (Cyprinus carpio),
  - cavedano (Leiciscus cephalus),
  - pesce gatto (Ictalurus melas)